# Sassonia-Coburgo e Gotha
Il Ducato di Sassonia-Coburgo e Gotha (in tedesco Herzogtum Sachsen-Coburg und Gotha), anche chiamato Sassonia-Coburgo-Gotha (in tedesco Sachsen-Coburg-Gotha, AFI: [ˈzaksn̩ ˈkoːbʊʁk ˈɡoːta]) è stato uno stato tedesco formato dall'unione di due ducati precedenti ereditati dalla linea principale dei Sassonia-Coburgo, il Sassonia-Coburgo e il Sassonia-Gotha, governato dalla famiglia Coburgo-Gotha.

## Storia
Il ducato venne ereditato dal Re Federico Augusto II di Sassonia con il Trattato di Hildburghausen il 12 novembre 1826 dagli altri rami appartenenti alla dinastia ernestina. Con lo stesso trattato il Ducato di Sassonia-Gotha-Altenburg fu diviso fra i duchi di Sassonia-Coburgo-Saalfeld e Sassonia-Hildburghausen. La linea di Sassonia-Meiningen divenne Sassonia-Hildburghausen ottenendo il Ducato di Sassonia-Coburgo-Saalfeld oltre alle città di Mupperg, Mogger, Liebau e Oerlsdorf. Il Ducato di Sassonia-Coburgo-Saalfeld ereditò anche il Ducato di Sassonia-Gotha, dai Sassonia-Hildburghausen e le città di Königsberg e Sonnefeld e dai Sassonia-Meiningen ottenne i possedimenti di Callenberg e Gauerstadt.
Il Ducato di Coburgo dette anche origine, nel 1816 al Principato di Lichtenberg acquisito dal Duca di Sassonia-Coburgo-Saalfeld Ernesto III al Congresso di Vienna. Il Principato venne ceduto alla Prussia nel 1834.
Gli stati vennero nuovamente divisi nel 1840 in Gotha e Coburg con rispettive capitali nelle città omonime.
Il Ducato di Gotha, successivamente, venne unito ai ducati di Sassonia-Meiningen e Sassonia-Altenburg per formare il Granducato di Sassonia-Weimar-Eisenach.
Il Ducato di Sassonia-Coburgo-Gotha venne nuovamente riunito il 3 maggio 1852 entrando nel 1866 a far parte della Confederazione Tedesca del Nord e nel 1871 dell'Impero di Germania. Nel 1913 entrò nell'orbita della Turingia con il Granducato di Sassonia-Weimar-Eisenach.
Con la caduta della monarchia nel 1918 divenne un libero Stato e seguì le sorti della Repubblica di Weimar.

## Duchi di Sassonia-Coburgo-Gotha
| Ritratto                                                             | Nome (nascita–morte)                          | Regno            | Regno            |
| Ritratto                                                             | Nome (nascita–morte)                          | Inizio           | Fine             |
| -------------------------------------------------------------------- | --------------------------------------------- | ---------------- | ---------------- |
|                                                                      | Ernesto I (2 gennaio 1784 – 29 gennaio 1844)  | 12 novembre 1826 | 29 gennaio 1844  |
|                                                                      | Ernesto II (21 giugno 1818 – 22 agosto 1893)  | 29 gennaio 1844  | 22 agosto 1893   |
|                                                                      | Alfredo (6 agosto 1844 – 30 luglio 1900)      | 22 agosto 1893   | 30 luglio 1900   |
| Reggenza (1900–1905): reggenza di Ernesto II di Hohenlohe-Langenburg |                                               |                  |                  |
|                                                                      | Carlo Edoardo (19 luglio 1884 – 6 marzo 1954) | 30 luglio 1900   | 14 novembre 1918 |

## Ministri di Stato di Sassonia-Coburgo-Gotha
- Anton von Carlowitz (1824-1840)
- Dietrich von Stein (1840-1840)
- Georg Ferdinand von Lepel (1840-1846)
- Dietrich von Stein (1846-1849)
- Camillo von Seebach (1849-1888)
- Gisbert von Bonin (1888-1891)
- Karl Friedrich von Strenge (1891-1900)
- Otto von Hentig (1900-1905)
- Ernst von Richter (1905-1914)
- Hans Barthold von Bassewitz (1914-1919)